# Goshen, Massachusetts
Goshen är en kommun (town) i Hampshire County i Massachusetts. Vid 2010 års folkräkning hade Goshen 1 054 invånare.